# Stella, Savona
Stella är en kommun i provinsen Savona i regionen Ligurien i Italien. Kommunen hade 2 686 invånare (2018).